# Schalke Museum
Schalke Museum är ett fotbollsmuseum tillhörande den tyska fotbollsklubben Schalke 04. Museet är beläget i Veltins-Arena i Schalkes hemstad Gelsenkirchen och öppnade 2000 efter beslut av klubbens styrelse året innan. 2009 nyöppnade man museet efter en renovering. Utställningslokalerna mäter 600 kvadratmeter där klubbens historia berättas med ljudinspelningar, filmklipp, bilder och föremål. Schalke Museum har uppskattningsvis 90 000 besökare årligen. 

## Utställda föremål (urval)
- UEFA-Cup-pokalen från 1997 (replika)
- Tyska Mästerskapsskölden 1958
- Mästerskapsmedaljer från 1930- och 40-talen då klubben var som allra bäst
- En hedersgåva som lagkapten Reinhard Libuda fick av Tyska Fotbollsförbundet (DFB) efter Schalkes cupvinst 1972
- Ernst Kuzorras privata fotoalbum
- Reinhard Libudas fotbollsskor,
- Klaus Fischers skyttekungspris